# Trogon obrożny
Trogon obrożny (Trogon collaris) – gatunek średniej wielkości ptaka z rodziny trogonów (Trogonidae). Występuje w Ameryce Centralnej i północnej połowie Ameryki Południowej. Nie jest zagrożony wyginięciem.

## Taksonomia
Po raz pierwszy gatunek opisał Louis Jean Pierre Vieillot w 1817. Holotyp pochodził z Kajenny. Vieillot przydzielił mu nazwę Trogon collaris. Nazwa jest obecnie (2021) akceptowana przez Międzynarodowy Komitet Ornitologiczny (IOC); wyróżnia on 10 podgatunków. Podgatunek aurantiiventris (trogon złotobrzuchy) bywał niekiedy uznawany za odrębny gatunek; niektórzy autorzy traktują go jako odmianę barwną T. collaris, a nie podgatunek. Autorzy Handbook of the Birds of the World prócz trogona złotobrzuchego nie uznają również podgatunku T. c. underwoodi. Ptaki proponowanego podgatunku xalapensis prawdopodobnie należą do T. c. puella, zaś te z również niewyróżnianego przez IOC podgatunku eytoni do T. c. castaneus. Proponowany podgatunek flavidior włączony przez IOC do T. c. aurantiiventris. Holotyp T. c. extimus to samica odłowiona w marcu 1928 w Cana, Darién.

## Podgatunki i zasięg występowania
IOC wyróżnia następujące podgatunki:
- T. c. puella Gould, 1845 – trogon zmienny – wschodnio-centralny i południowy Meksyk (płd.-wsch. stan San Luis Potosí i Guerrero) na południe poprzez Amerykę Centralną do centralnej Panamy (prowincja Panama)[4]
- T. c. underwoodi Bangs, 1908 – północno-zachodnia Kostaryka[4][5]
- T. c. aurantiiventris Gould, 1856 – trogon złotobrzuchy – środkowa Kostaryka i zachodnia Panama
- T. c. extimus Griscom, 1929 – północno-wschodnia Panama (wschodnia prowincja Darién)[4]
- T. c. heothinus Wetmore, 1967 – wschodni kraniec pasma górskiego Serranía del Darién[4]
- T. c. virginalis Cabanis & Heine, 1863 – zachodnia Kolumbia, zachodni Ekwador i północno-zachodnie Peru[5]
- T. c. subtropicalis Zimmer, JT, 1948 – centralna Kolumbia według IOC[5], zachodnia Kolumbia w dolinach rzek Magdalena i Cauca według autorów HBW[4]
- T. c. exoptatus Cabanis & Heine, 1863 – północna Wenezuela (Sierra de Perijá, Coastal Range i Andy), Trynidad i Tobago
- T. c. collaris Vieillot, 1817 – trogon obrożny – wschodnia część Andów (poza północną Wenezuelą) na południe po północną Boliwię i zachodnio-centralną Brazylię[4]; IOC wskazuje również na występowanie w Gujanie i Gujanie Francuskiej
- T. c. castaneus von Spix, 1824 – według IOC południowo-wschodnia Kolumbia i północno-zachodnia Brazylia po wschodnie Peru i północną Boliwię, wschodnia Brazylia[5]; według autorów HBW: okolice niższego biegu Amazonki i miejscami wschodnia Brazylia[4]

Autorzy HBW przypisują ptaki z Trynidadu i Tobago do T. c. exoptatus, IOC zaś uznaje je za T. c. collaris.

## Morfologia
Długość ciała mieści się w przedziale 25–29 cm, z czego u podgatunku puella na ogon przypada 131,3–139,6 mm, a na dziób – 16,7–18,4 mm. Skrzydło u tego samego podgatunku mierzy 121–127 mm długości, skok 14–16,3 mm. Masa ciała u pewnego samca T. c. collaris z Surinamu wyniosła 52 g. U 29 samców z Panamy masa ciała wyniosła średnio 63,36 (± 0,66) g, a u 18 samic – 65,42 (± 0,96) g.

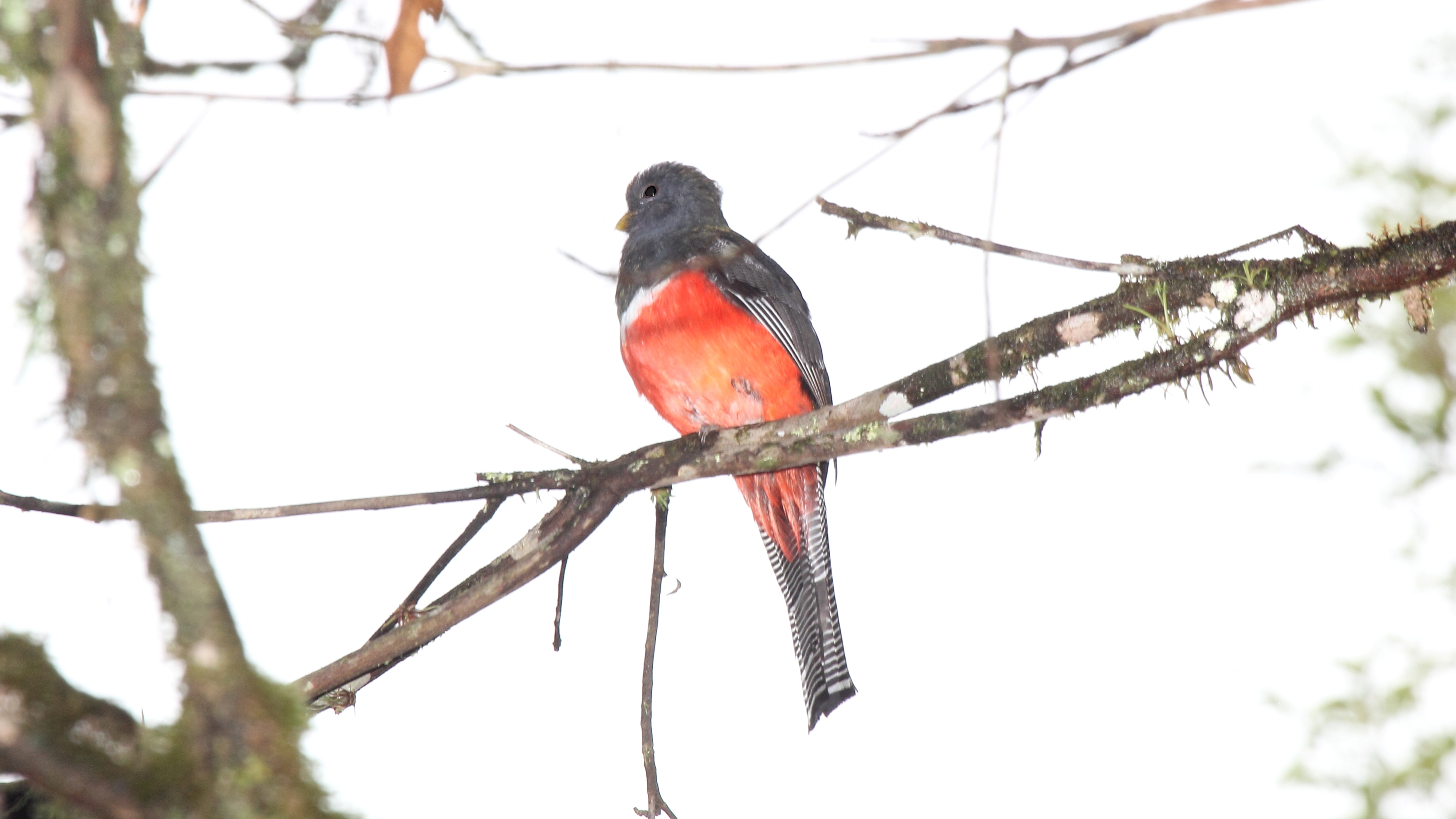
Park Narodowy Tapanti, Kostaryka

Opis dotyczy podgatunku nominatywnego. Przód głowy i gardło czarniawe. U samca wierzch głowy, kark, grzbiet i kuper pokrywają opalizujące, zielone pióra. Sterówki z wierzchu są niebieskozielone, od spodu czarne, biało paskowane; widoczne szerokie, białe końcówki. Pokrywy skrzydłowe są drobno, czarno-biało prążkowane. Lotki są czarne, lotki I rzędu dodatkowo posiadają białe krawędzie chorągiewek zewnętrznych. Pierś zielona, połyskująca, oddzielona od brzucha wąską, białą linią. Brzuch i pokrywy podogonowe jaskrawe, czerwone.
Samica jest podobna do samca, jednak zieleń w upierzeniu zastępuje kolor oliwkowozielony. Do tego samice mają niepełną, białą obrączkę oczną, ciemne, rdzawe z wierzchu sterówki. Prążki na skrzydłach są czarno-oliwkowozielone, zamiast czarno-białych. Boki piersi są nieco brązowawe. Dostrzec można bardziej matową czerwień na brzuchu, niż tę u samca. Szare zewnętrzne sterówki zdobią białe kropki, blisko końca znajdują się czarne pasy, a same końcówki są białe.
Ptaki podgatunku T. c. extimus są, w przypadku dorosłych samców bardzo podobne do T. c. virginalis, ale mają ciemniejsze prążkowanie na skrzydłach, takie jak u T. c. collaris. Od podgatunku nominatywnego różnią się szerszymi białymi pasami (również zakończeniem) na ogonie.

## Ekologia

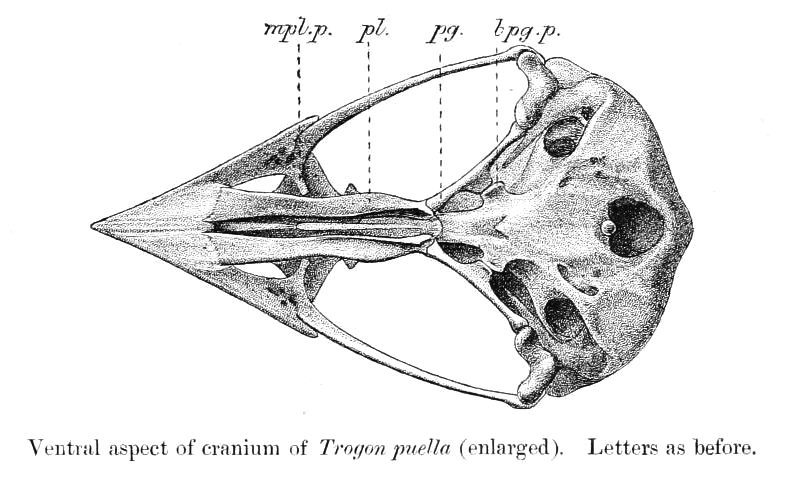
Czaszka osobnika z podgatunku T. c. puella; 1891

W Ameryce Południowej trogony obrożne zasiedlają w większości wilgotne, nizinne lasy wiecznie zielone. Ptaki zamieszkują również wilgotne lasy górskie, lasy mieszane i lasy wiecznie zielone z domieszką sosen. Pożywieniem T. collaris są zarówno owoce, jak i bezkręgowce. Zjada gąsienice, prostoskrzydłe, pluskwiaki równoskrzydłe, straszyki, chrząszcze. Żywi się owocami roślin z rodzin: wrzosowate, mirtowate, marzanowate, wawrzynowate i symplokowate. Często żeruje na obrzeżach grup mieszanych gatunkowo, prawdopodobnie celem złowienia zwierząt wypłoszonych przez ptaki. Zwykle startuje z gałęzi i bez siadania łapie bezkręgowce przebywające na gałęziach. Zwykle trogony obrożne przebywają samotnie lub w parach, jednak mogą też tworzyć małe grupy, zarówno po, jak i przed sezonem lęgowym.

### Lęgi
Gniazdo to płytkie, niewyściełane zagłębienie w butwiejącym drewnie lub termitierze; siedzący w nim ptak pozostaje  w większości odkryty. Gniazdo może się także znajdować w bardziej zamkniętym zagłębieniu od 1,2 do 5 m nad ziemią, w butwiejącym pniu. Przeważnie zniesienie liczy 2 jaja. Okres składania jaj przypada na styczeń–kwiecień w Kostaryce, marzec–czerwiec w Meksyku, kwiecień–czerwiec w Wenezueli, kwiecień w Belize, marzec i maj na Trynidadzie, listopad i grudzień w Gujanie Francuskiej i prawdopodobnie styczeń–maj w Kolumbii. Średnie wymiary 12 jaj zebranych w Oaxaca w Meksyku to 29,92 mm na 22,97 mm. Do obowiązków zarówno samca, jak i samicy należy wysiadywanie jaj oraz opieka nad młodymi. Dostają one pokarm w postaci owadów, które często były długo trzymane w dziobie przez dorosłe ptaki (30–70 minut). Według Alexandra F. Skutcha młode wykluwają się różowe i całkiem nagie (również bez puchu). Zawiązki piór pojawiają się w piątym dniu życia, 9. obszar porośnięty piórami powiększa się, a 11. dnia młode są już całe porośnięte brązowymi piórami.

## Status zagrożenia
Przez IUCN trogon obrożny klasyfikowany jest jako gatunek najmniejszej troski (LC – Least Concern). BirdLife International szacuje zasięg występowania na 16,5 mln km², jednak ze względu na duże przerwy w zasięgu, obszar zajmowany przez gatunek to około 6,8 mln km². W Amazonii lasy zasiedlane przez T. collaris są zagrożone wycinką.